# Juan de Bolívar y Martínez de Villegas
Juan de Bolívar y Martínez de Villegas o simplemente como Juan de Bolívar y Villegas (San Mateo,  1665 – San Luis de Cura, 1731) fue un político español, fundador  en 1717 del pueblo de San Luis de Cura, más conocido como Villa de Cura. 
Fue el abuelo paterno de El Libertador Simón Bolívar.

## Biografía
Nació en 1665 en San Mateo, en el municipio de Bolívar, Aragua, Venezuela, en una hacienda familiar. Hijo del capitán caraqueño Luis de Bolívar y Rebolledo (1627-1702) - quien fue alcalde de la ciudad de Caracas en la segunda mitad del siglo XVII, encargándose de abonar los gastos de fortificación del puerto de La Guaira (nieto paterno de Simón de Bolívar y Castro) - y de su esposa María Martínez de Villegas y Ladrón de Guevara, oriunda de una de las familias más ricas y nobles de las cercanías de Burgos -o de Caracas, según la fuente-. 
Juan aspiró a los títulos de marqués de San Luis, con el vizcondado previo de Cocorote pero moriría antes de lograr este objetivo. Fue alcalde de la ciudad de Caracas dos veces (en 1710 y en 1721) y procurador general, en dos oportunidades fue gobernador de Venezuela. Él tuvo también el rango de teniente de la capitanía general de Venezuela,[cita requerida] luchando contra los piratas y enemigos políticos de la corona española, y se ocupó del cargo de corregidor y justicia mayor de los Valles de Aragua y Turmero, así como de San Mateo. Adquirió una gran fortuna gracias a su, al parecer, gran capacidad administrativa. 
Fue fundador del pueblo de San Luis de Cura (1722). Así, obtuvo el título de capitán poblador y el derecho a nombrar y expulsar los justicias de dicha villa para tres generaciones, es decir para él, un hijo y un nieto. 
Se casó en primeras nupcias con Francisca de Aguirre-Villela y Liendo, con quien tuvo seis hijos y en segundas nupcias con la caraqueña María Petronila Ponte-Andrade y Marín, poseedora de las ricas minas de cobre de Aroa; con quien tuvo nueve hijos, incluyendo a Juan Vicente Bolívar y Ponte; quien sería el padre de Simón Bolívar.
Entre sus descendientes se encuentran: Henrique Capriles, Eugenio Mendoza Goiticoa, Eduardo Mendoza Goiticoa, Leopoldo López y Thor Halvorssen Mendoza.